# Alexis Eugène Thuriot de La Rosière
Pour les articles homonymes, voir La Rosière.
Alexis Eugène Thuriot de La Rosière, né aux Tuileries près de Sézanne (Marne) le 10 novembre 1807, est mort à Connantre (Marne) le 30 août 1876.

## Biographie
Fils du célèbre conventionnel Jacques Alexis Thuriot qui préside la Convention nationale le 9 thermidor, il suit son père exilé en Belgique sous la Restauration et ne prend part aux affaires publiques qu’après la révolution de juillet.
Secrétaire de la légation à Berne en 1831, au Brésil en 1833 et à La Haye 1838, il est en 1842 chargé d’une mission temporaire en Espagne. Premier secrétaire d’ambassade à Turin en 1843, il est chargé d’affaires à Rome l’année suivante et retourne au Brésil comme ministre plénipotentiaire en 1846.
La Révolution française de 1848 le trouve ministre au Mexique, où son court passage laisse une trace durable dans cette colonie. La chute de la monarchie de Juillet le laisse sans emploi.
Toujours en 1848, le gouvernement provisoire en la personne de Lamartine lui offre une place qu’il refuse.
En 1849, il se présente pour l’Assemblée législative dans l’arrondissement de Sézanne comme candidat du parti de l'Ordre; élu député par 36 230 suffrages, il siège au côté droit à l’assemblée. Durant deux ans, il reste fidèle à ses opinions monarchistes et vote avec la majorité. Après le Coup d'État du 2 décembre 1851, de la Rosière se retire de la vie publique.
Le baron James de Rothschild l’attache alors à l'affaire des chemins de fer Lombards.